# Peyrolles (Gard)
Peyrolles település Franciaországban, Gard megyében. Lakosainak száma 31 fő (2022. január 1.). Peyrolles L'Estréchure, Sainte-Croix-de-Caderle, Saint-Jean-du-Gard, Soudorgues és Moissac-Vallée-Française községekkel határos.

## Népesség
A település népességének változása:
| Lakosok száma | 36   | 31   | 28   | 41   | 40   | 36   | 33   | 34   | 34   | 31   |
|               | 1968 | 1982 | 1990 | 2006 | 2013 | 2015 | 2017 | 2019 | 2020 | 2022 |